# Сітія
35°12′31″ пн. ш. 26°06′21″ сх. д. / 35.20860° пн. ш. 26.10570° сх. д.
Сітія (грец. Σητεία) — місто на острові Крит, у номі Ласітіон. Автошляхом E75 місто сполучене із містами Айос-Ніколаос, Іракліон та Ханья.
Місто обслуговується Цивільним аеропортом Сітія.

## Історія
Імовірно місто розташоване на місці стародавнього міста Ітіа (грец. Ητεία) або Ітіда (грец. Ήτιδα). За часів Візантії місто було важливим торгово-фінансовим центром східного Середземномор'я. У 1508 році Сітія була зруйнована сильним землетрусом, а в 1538 році була піддана набігу піратів. В 1651 році венеційці зруйнували місто, щоб воно не дісталося туркам. У 1870 році місто було заново зведене під назвою Авніе (грец. Αβνιέ). 
У венеційську добу були побудовані основні збережені донині пам'ятки Сітії. Це руїни римських резервуарів для зберігання живої риби, а також укріплення та фортеця Казарма (1204 рік), в якій зараз проводяться різноманітні культурні заходи. Місцевий Археологічний музей вважається третім за величиною та історичної значимістю колекції на острові.
В літні місяці Міське управління організовує фестиваль «Корнарії». 15 — 20 серпня — свято Султаніни.

## Персоналії
- Місон — давньогрецький філософ, один із «семи мудреців».
- Йоргос Мазонакіс — один з найпопулярніших у світі сучасних грецьких співаків.